# Chromis sahulensis
Chromis sahulensis là một loài cá biển thuộc chi Chromis trong họ Cá thia. Loài này được mô tả lần đầu tiên vào năm 2021.

## Từ nguyên
Từ định danh sahulensis được đặt theo tên gọi của thềm Sahul, một thềm lục địa trải dài theo bờ bắc và tây bắc Úc, nơi loài cá này được phát hiện (–ensis: hậu tố biểu thị nơi chốn).

## Phạm vi phân bố và môi trường sống
Chromis fumea trước đây được cho là bao gồm ba quần thể không liên tục, nhưng đã được xác định đây là những quần thể của 3 loài riêng biệt. Hai quần thể C. fumea trên danh nghĩa đã được mô tả là những loài mới, C. sahulensis ở bờ biển tây bắc Úc (Đông Nam Ấn Độ Dương) và Chromis norfolkensis ở Tây Nam Thái Bình Dương, còn C. fumea thực sự chỉ giới hạn ở Tây Thái Bình Dương.
C. sahulensis có phạm vi giới hạn ở bờ tây bắc nước Úc, từ đảo Melville (Lãnh thổ Bắc Úc) xa về phía nam đến vịnh Shark (Tây Úc). C. sahulensis sống trên đới sườn sốc của rạn san hô viền bờ ở độ sâu khoảng 15–80 m.

## Mô tả
C. sahulensis có chiều dài cơ thể lớn nhất được ghi nhận là 6 cm. Loài này có màu nâu phớt vàng ở lưng, lan rộng đến đỉnh đầu và gáy và chuyển dần sang màu xám ánh bạc ở thân dưới và bụng. Đốm trắng đặc trưng ở ngay cuối vây lưng và lan rộng đến một phần cuống đuôi, lớn hơn so với C. fumea và C. norfolkensis. Mống mắt ánh màu vàng kim. Vây lưng màu nâu nhạt, nhạt dần đến trong mờ ở màng các tia vây mềm cuối cùng, có dải vàng nhạt ở gần rìa và dải xám nhạt (gần như trrắng) ở ngay rìa. Vây hậu môn màu xám, gần như trong suốt ở phía cuối với dải viền xanh lam ở rìa. Vây bụng trong mờ, được viền màu trắng ở rìa trước. Vây đuôi trong suốt với hai dải nâu dọc theo hai thùy đuôi, được viền màu trắng xanh ở rìa. Vây ngực trong suốt với một đốm đen lớn ở gốc.
C. sahulensis có màu nâu trên hai thùy đuôi, trái ngược với màu đen ở C. fumea và C. norfolkensis. C. sahulensis phớt vàng ở đỉnh đầu và lưng, ngược lại C. fumea ánh vàng ở bụng bởi hàng vảy vàng thân dưới. Ngoài ra, C. fumea có nhiều lược mang trên cung mang thứ nhất hơn so với C. sahulensis.
Số gai ở vây lưng: 13–14; Số tia vây ở vây lưng: 12–13; Số gai ở vây hậu môn: 2; Số tia vây ở vây hậu môn: 10–11; Số tia vây ở vây ngực: 18–20; Số gai ở vây bụng: 1; Số tia vây ở vây bụng: 5; Số vảy đường bên: 17–19; Số lược mang: 30–34.

## Sinh thái học
Thức ăn của C. sahulensis là những loài động vật phù du. Chúng có thể sống đơn độc hoặc theo từng nhóm. Cá đực có tập tính bảo vệ và chăm sóc trứng; trứng có độ dính và bám vào nền tổ.